# 德意志诺伊多夫
德意志诺伊多夫（德語：Deutschneudorf，發音：[ˈdɔʏtʃnɔʏˌdɔʁf]）是德国萨克森州厄尔士山县的市镇，面积8.07平方千米，2023年12月31日人口为942人。